# Прапор Ніувпорта
Прапор Ніувпорта був офіційно прийнятий муніципальною радою 24 листопада 1981 року як муніципальний прапор західнофламандської комуни та міста Ніувпорт. 5 листопада 1984 року він був підтверджений урядом Фландрії та остаточно опублікований 8 липня 1986 року та знову 17 жовтня 1986 року в офіційному бельгійському державному віснику.

Офіційно прапор описується так: 
Жовтий з чорним човном, в якому розставив лапи такий же лев, з червоний язиком, тримаючи чорну алебарду.
Прапор повністю заснований на муніципальному гербі і тому виглядає абсолютно однаково.

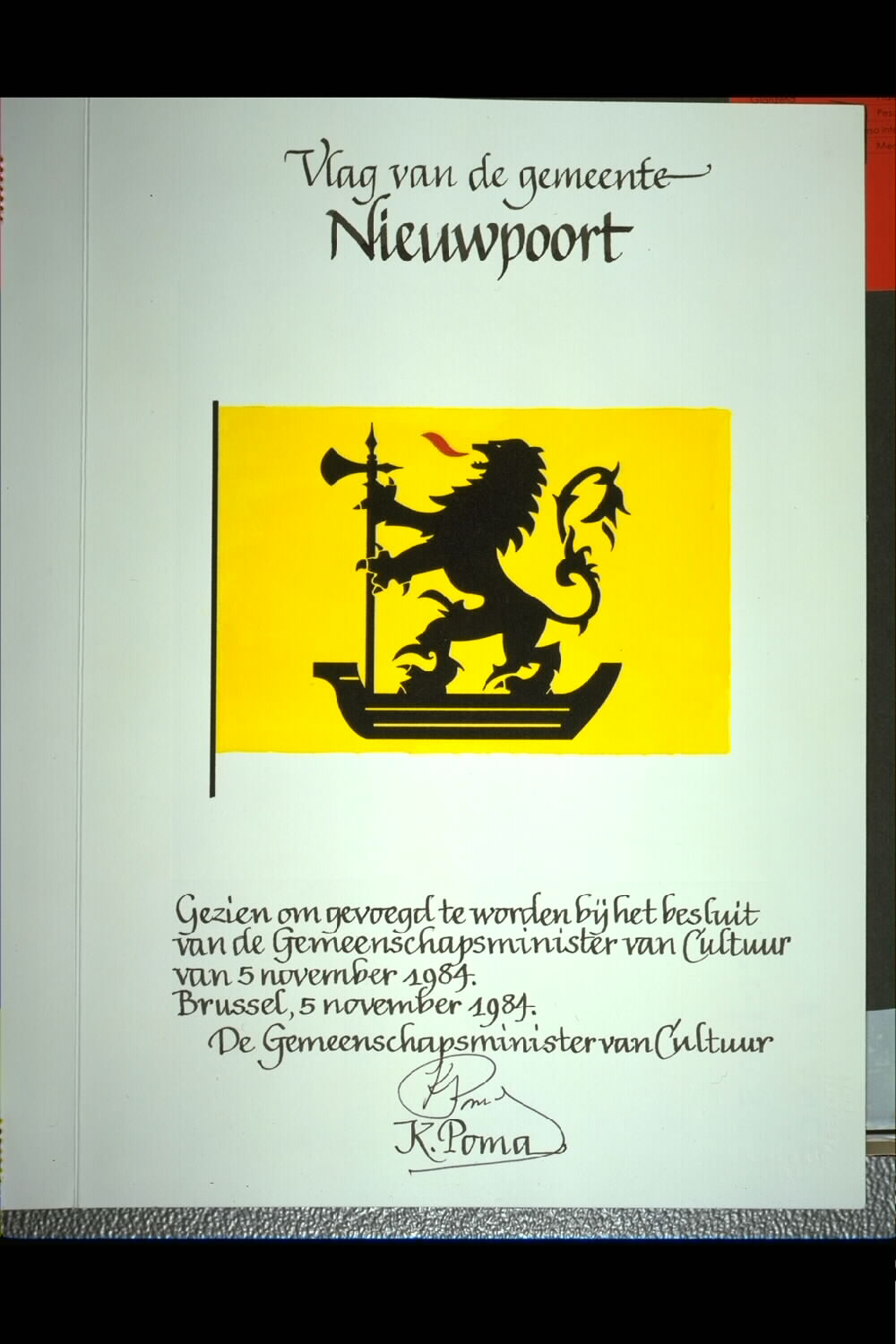
Дизайн прапора, намальований Карелом Помою
Герб Ніувпорта

## Див.  також
- Герб Ніувпорта